# 外环路站 (延安路中运量公交系统工程)
外环路站位于上海市闵行区虹桥镇北部，延安西路南支与沪青平公路、环西一大道路口东侧中央隔离带，临近龙柏新村，为上海公交71路及其区间车共用的地面岛式车站。

## 车站構造
该站点开工于2016年6月25日，于2017年2月1日清晨正式投入使用。

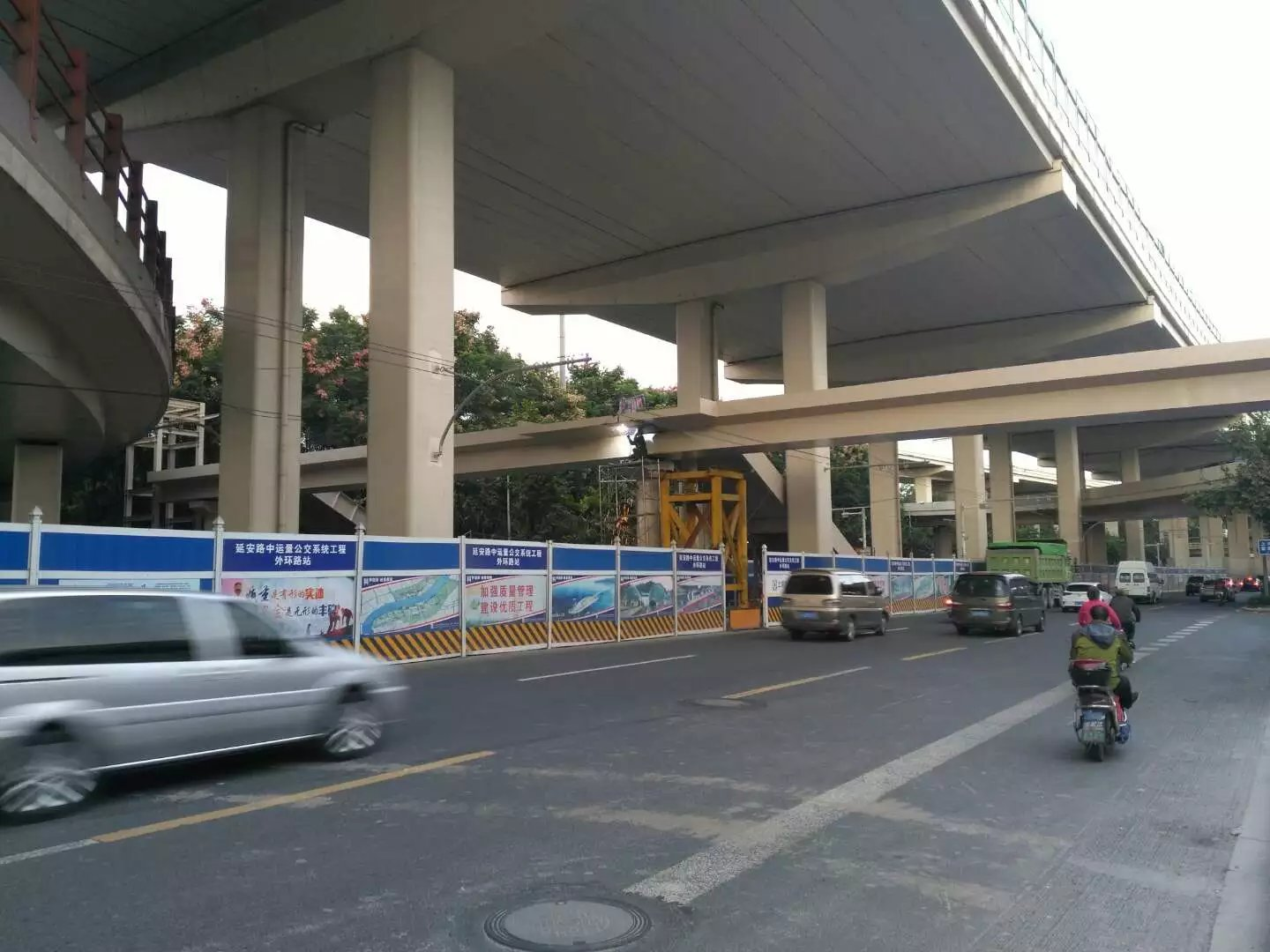
在建外环路站及其天桥、电梯井

外环路站为岛式月台，为2面2线地面车站组成，站台设有半高屏蔽门。西侧有天桥引桥，并设有两台电梯由站台通往天桥，南北天桥出口处附近还各有一台电梯。这座天桥也是整个中运量系统中唯一的新建天桥。
延安路中运量系统工程・外环路站月台和车道配置
| (航东路)    | ■71路 · 71区间 – 往申昆路          | 上行     |
| ♦楼梯 ♦电梯 | 地面月台                           |          |
| 下行        | ■71路 · 71区间 – 往黄陂北路 · 外滩 | (虹井路) |

## 周边设施
- 站点南面：龙柏新村、沪渝高速
- 站点北面：上海动物园临时枢纽站
- 站点西面：机场新村
- 站点上方：沪青平立交

## 公交换乘
附近有3个常规公交站点：
- 延安西路环西一大道：91路、196路、519路、739路、748路、911路、941路、1207路
- 沪青平公路环西一大道：91路、196路、519路、709路、739路、911路
- 上海动物园临时枢纽站：721路、709路、328夜宵

## 车站出口
这个车站有两个出入口。
- 南出入口在延安路南侧，直通延安西路环西一大道（市区方向）公交站点。
- 北出入口在延安路北侧公园内。